# Lýkovec vavřínový
Lýkovec vavřínový (Daphne laureola) je stálezelený keř, který je pro lidi a některá zvířata jedovatý. Tento druh rodu lýkovec, občas pěstovaný jako okrasná rostlina, v české přírodě neroste, nejblíže se vyskytuje v Německu a Rakousku, kde roste hlavně ve vyšších polohách.

## Rozšíření
Druh pochází ze západní a jižní Evropy a jeho areál výskytu se rozkládá od Velké Británie, Pyrenejského poloostrova a Azorských ostrovů na západě až po Řecko a Turecko na východě. Ze severu je ohraničen jihem Německa, Rakouskem, Maďarskem a severem Balkánského poloostrova. Na jihu zasahuje i na africký kontinent do Alžírska a Maroka. Druhotně byl zavlečen i do Severní Ameriky.

## Ekologie
Nejčastěji vyrůstá jako podrost ve světlých listnatých lesích a po jejich okrajích, podél cest a na různých zastíněných místech. Preferuje vlhkou a zásaditou půdu, která je kyprá a humózní. Rostlina dobře roste i v hlubokém stínu, pokud je na vlhkém místě snese i plné slunce. Nesnáší velká sucha ani silnější mrazy. Začíná kvést ve věku asi čtyř let, dožívá se stáří 15 až 20 let.

## Popis
Stálezelený, chudě větvený keř dorůstající do výšky 40 až 100 cm. Má přímé nebo poléhavé kmínky se šedavě žlutou kůrou, které jsou vespod holé a poznamenané jizvami po opadaných listech z minulých let.
Jeho větve jsou střídavě porostlé krátce řapíkatými, podlouhlými, kožovitými, lesklými listy nahloučenými na koncích větví. Listy mají čepele podlouhle kopinaté až obkopinaté, 5 až 13 cm dlouhé a 1 až 4 cm široké, bázi mají klínovitou, na konci jsou zašpičatělé, horní stranu mají tmavě zelenou a lesklou, spodní je o poznání světlejší. Mladé listy jsou světlejší.
Na koncích větví vyrůstají v úžlabních, pěti až desetikvětých, lehce svěšených hroznech květy s blanitými listeny a s krátkými stopkami. Oboupohlavné, voňavé květy s jednoduchým, čtyřčetným okvětím mají češule a jsou asi 1 cm velké. Jejich plátky jsou vejčité, zašpičatělé a jsou zbarveny žlutozeleně, někdy mají vně fialový nádech. Prvé květy kvetou již brzy z jara a lákají svou vůni včely a motýly k opylení.
Plodem jsou vejčité peckovice, asi 1 cm velké, která se ve zralosti zbarvují modročerně. Jsou požírány ptáky, kteří semena z plodů roznášejí do okolí, kde ve vlhké půdě spolehlivě vyklíčí.

## Význam
V prvé řadě nutno zdůraznit toxicitu jeho kůry, listů, květů a hlavně plodů, které obsahují rostlinné toxiny dafnin, dafnetin, dihydrokumarin a mezerein. Jsou jedovaté pro lidí a domácí zvířata hlavně po požití, kdy způsobují slinění, nevolnost a bolesti břicha vedoucí až ke komatu. Při styku pokožky se šťávou listů nebo s poraněnou kůrou dochází k jejímu podráždění a u citlivých lidí vznikají nepříjemné puchýře.
Rostlina bývá vysazována do okrasných zahrad, kde vykvétá brzy z jara a její květy jsou hojně navštěvovány včelami i motýly, od poloviny léta do zimy jí dále zdobí modré až černé bobule. Její kožovité, sytě zelené listy jsou atraktivní po celý rok. Bývá pěstován i poddruh Daphne laureola L. subsp. philippi (Gren. & Godr.) Rouy, který dorůstá pouze do výše 40 cm a vyznačuje se kobercovitě rozloženým habitem.
V Evropě se lýkovec vavřínový ve volné přírodě intenzivně nešíří, je přirozenými škůdci držen na uzdě; v Německu, Maďarsku a Srbsku je dokonce chráněn zákonem jako ohrožený druh. Zavlečen však byl do Severní Ameriky, kde je pěstován v zahradách. V jihozápadní oblasti Kanady v Britské Kolumbii se dostal do volné přírody kde se nekontrolovaně množí a je považován za invazní druh, šíří se hlavně roznášením semen ptáky. Alelopaticky ovlivňuje okolní rostliny a brání růstu původním druhům.

## Galerie

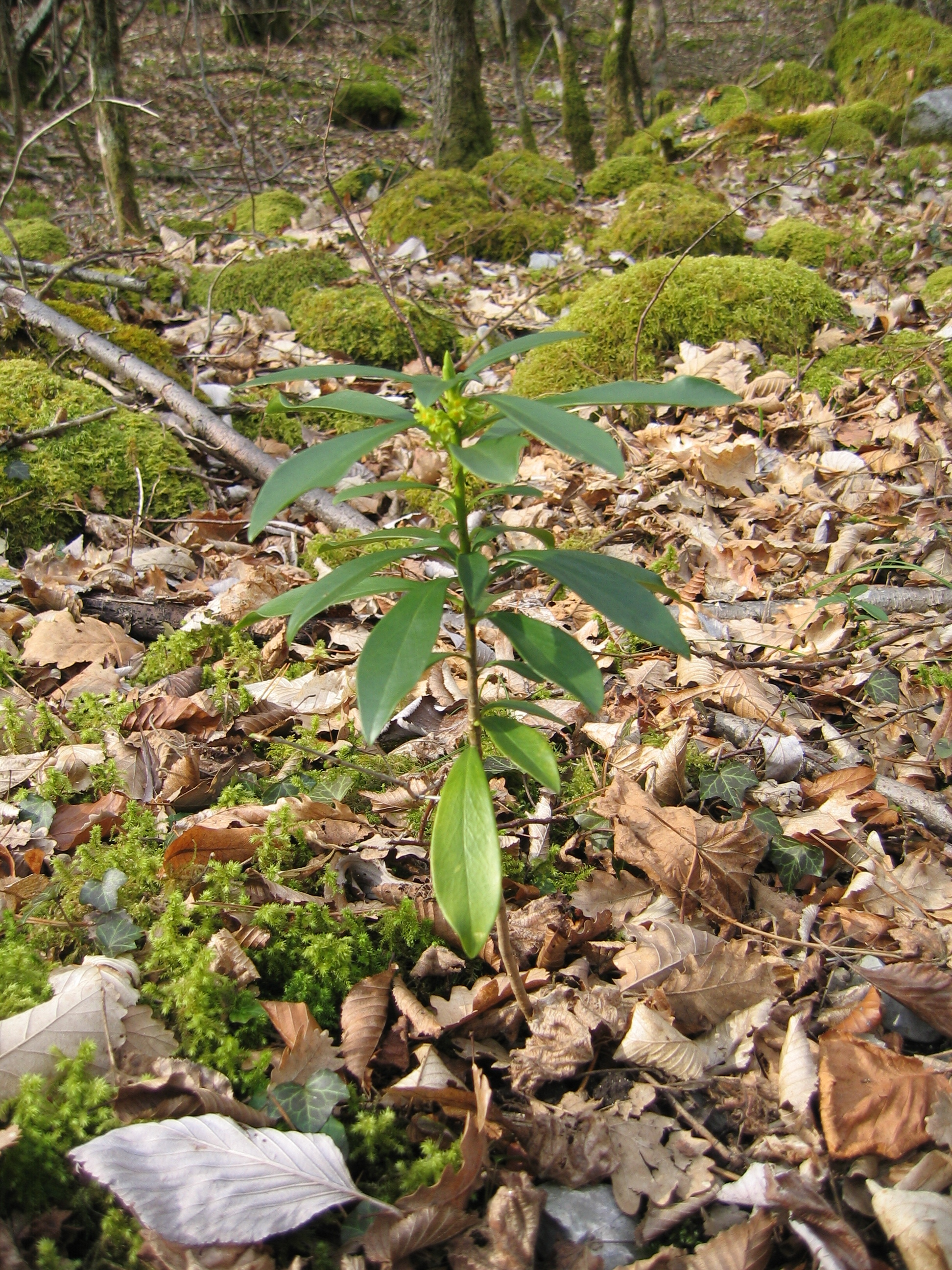
Mladá rostlina
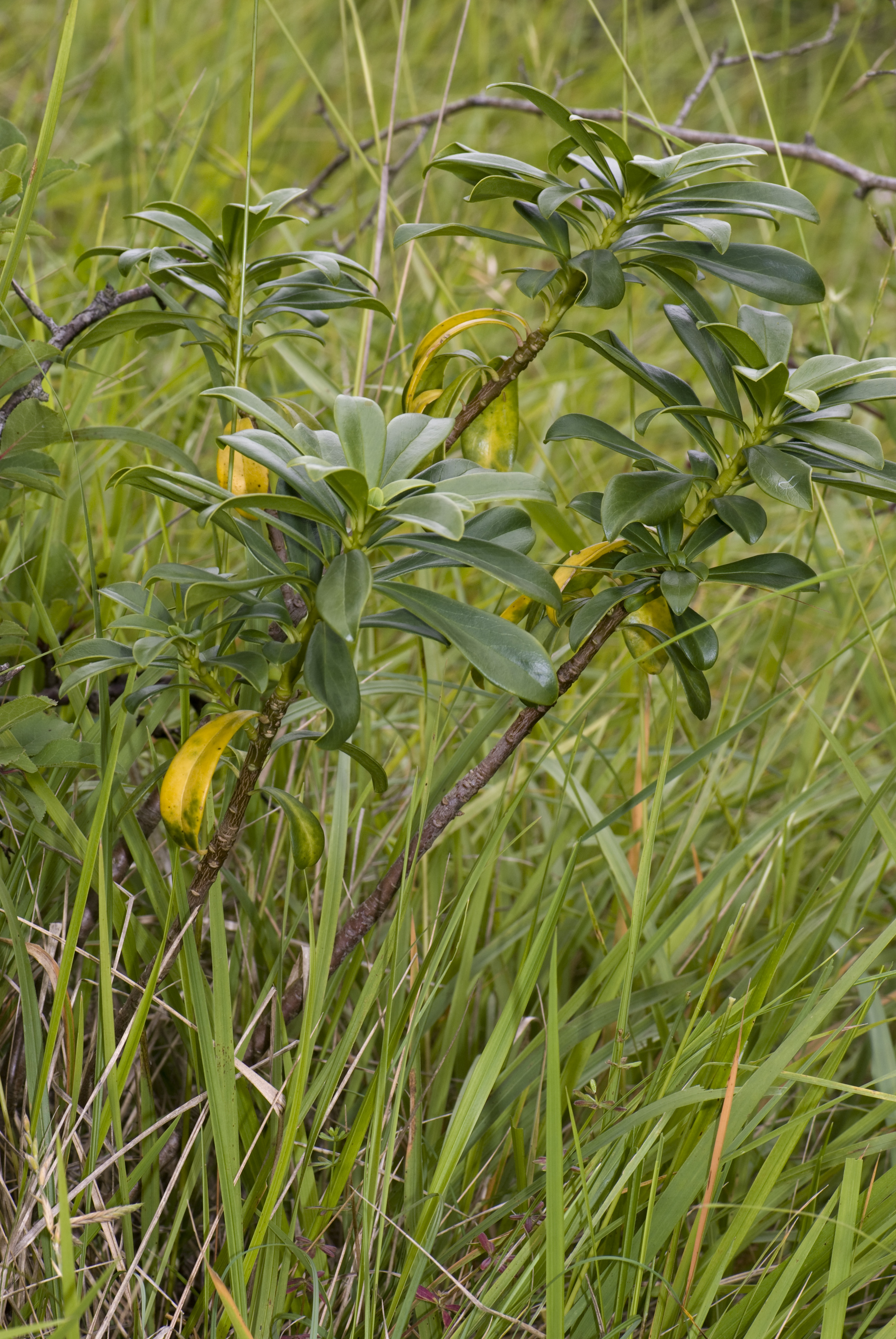
Starší rostlina
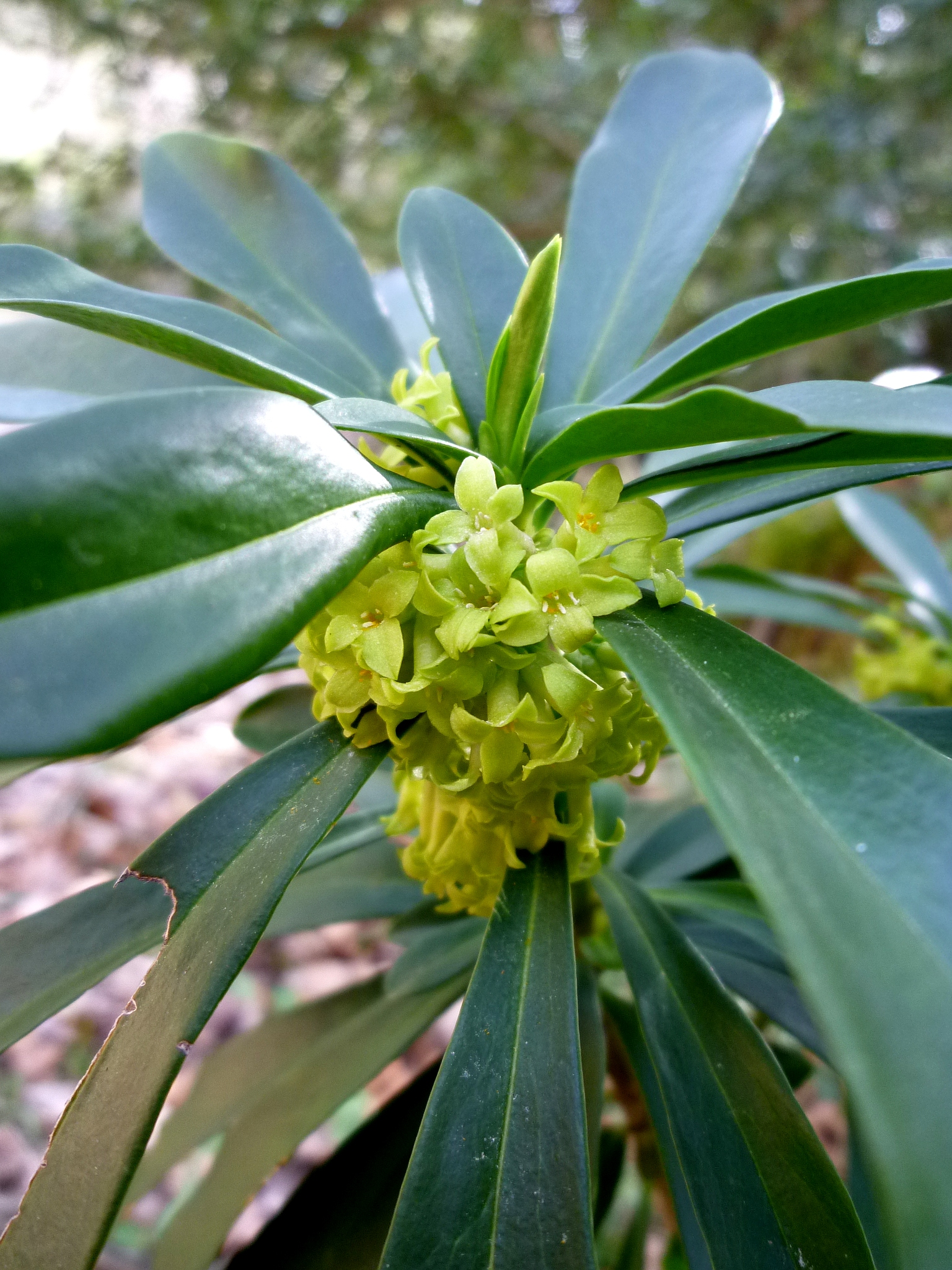
Květenství
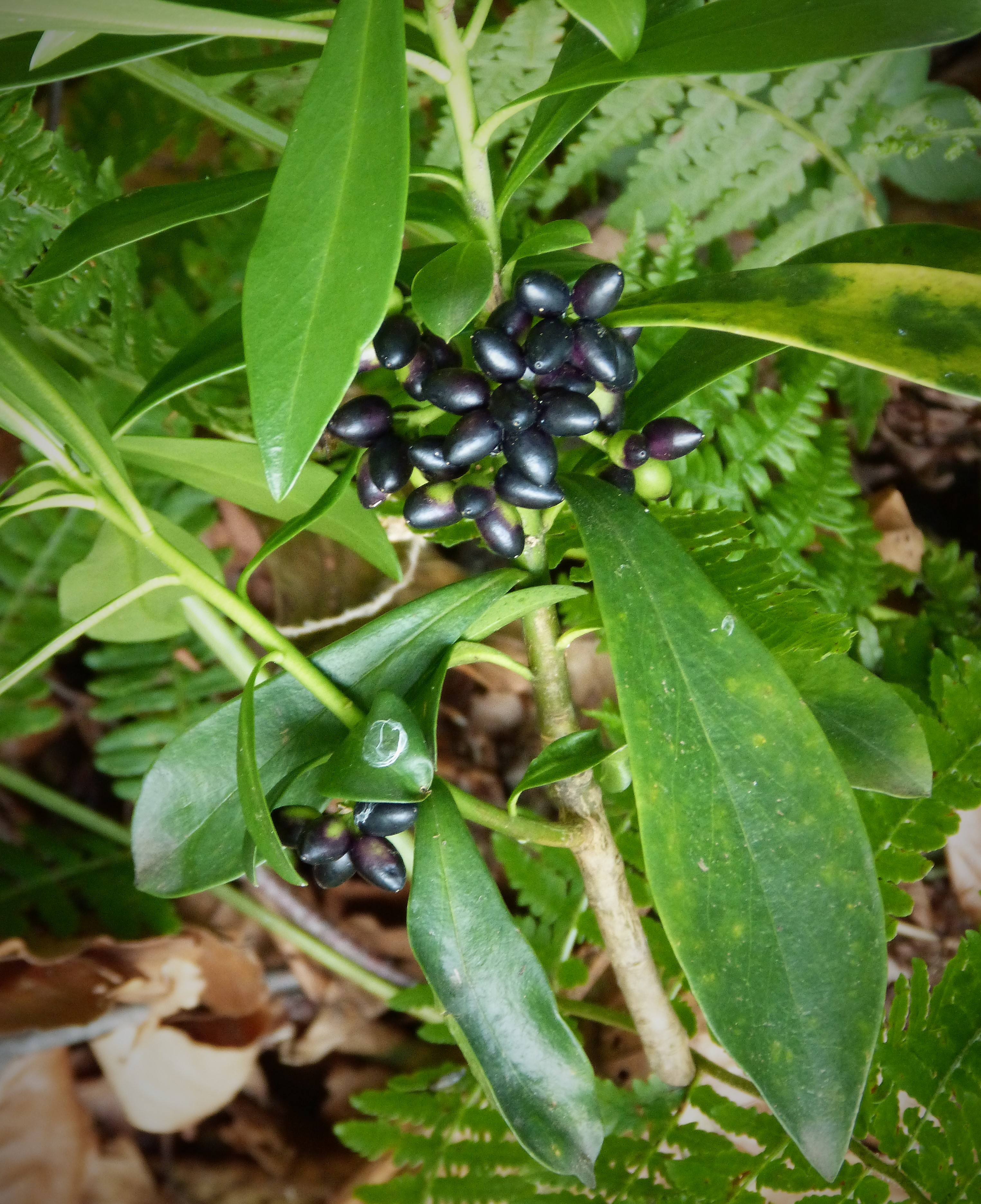
Zrající plody